# Delépine-reactie
De Delépine-reactie is een organische reactie die in 1895 werd beschreven door de Franse scheikundige Stéphane Marcel Delépine. Ze behelst de vorming van een primair amine door de reactie van een aryl- of alkylhalogenide (1) met hexamethyleentetramine (hexamine, 2), gevolgd door ontleding van het gevormde quaternair ammoniumzout (3) met een zure oplossing in alcohol:
Het ammoniumzout bindt zes moleculen water en vormt daarbij formaldehyde (5). Met een oplossing van zoutzuur in ethanol verkrijgt men het hydrochloridezout van het amine (4); door neutralisering met een sterke base zoals natriumhydroxide bekomt men het vrije amine.
Een voorbeeld van deze reactie is de synthese van 2-broomallylamine uit 2,3-dibroompropeen.
De reactie heeft als voordelen dat ze selectief is voor het primaire amine zonder nevenreacties, en dat de reactieomstandigheden relatief mild zijn.